# Schloss Brackenheim

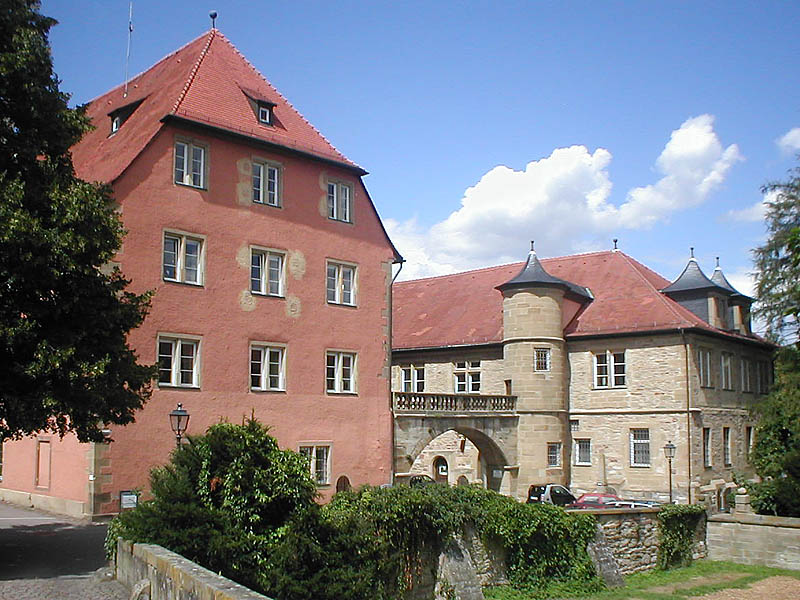
Das Schloss in Brackenheim

Schloss Brackenheim ist ein Schloss in Brackenheim im Landkreis Heilbronn im nördlichen Baden-Württemberg. Die Anlage wurde vermutlich im hohen Mittelalter von den Herren von Magenheim im Zusammenhang mit dem Ausbau des Ortes zur Stadt errichtet und gelangte im 14. Jahrhundert an das Haus Württemberg. Seine heutige Gestalt erhielt das Schloss im Wesentlichen durch Baumaßnahmen des 16. und des späten 17. Jahrhunderts. Württemberg nutzte das Schloss als Witwensitz, ohne dass im 17. und 18. Jahrhundert eine der mit dem Besitz begünstigten Witwen jemals in der Anlage wohnte. Später wurde die Anlage Sitz des Oberamts Brackenheim bzw. des Kreises Brackenheim bis zu dessen Auflösung 1938. Das Schloss Brackenheim beherbergt heute unter anderem ein Theater, außerdem dienen Teile der Anlage auch zu Wohnzwecken. Bis 2019 befand sich auch das Amtsgericht Brackenheim im Schloss.

## Geschichte

### Frühe Geschichte
Auf die Herren von Magenheim, die eventuell auch schon auf einer durch den Gewannamen Burg nachgewiesenen alten Burg einen Sitz hatten, geht der Ausbau des Ortes Brackenheim zur Stadt im 13. Jahrhundert zurück. Der bestehende Ort wurde dabei planmäßig erweitert und nahezu rechteckig ummauert, außerdem wurde dabei eine neue Burg in der südwestlichen Ecke der Stadt errichtet, auf die das heutige Schloss Brackenheim zurückgeht.
Im 14. Jahrhundert kam Brackenheim und damit auch die Burg in der Stadt an Württemberg. Bereits 1380 wurde die Anlage der Gemahlin des Grafen Eberhards III., Antonia Visconti, als Witwensitz verschrieben. 1492 wurde die Anlage erstmals als Schloss bezeichnet. Unter Herzog Christoph erfolgte zwischen 1550 und 1565 ein weitgehender Neubau des Schlosses. Die alte Burg wurde 1552 größtenteils abgerissen, um auf ihren Fundamenten neue Gebäude zu erstellen. Von der Burg blieb lediglich ein alter Bergfried erhalten, der 1822 abgetragen wurde. Der Neubau des 16. Jahrhunderts wurde von Baumeister Martin Berwart ausgeführt und war größer als die alte Burg, da man zur Stadt hin einige Grundstücke hinzuerworben und überbaut hatte. Es entstand eine dreiflügelige, annähernd rechtwinklige Anlage mit einem dreistöckigen Flügel im Südwesten und einem zweistöckigen Bau im Osten, die im Norden durch einen niedrigeren Zwerchbau mit zwei Holzgalerien verbunden waren, während im Süden eine Mauer den Innenhof abschloss. In der unmittelbaren Umgebung des Schlosses sowie an verschiedenen Stellen innerhalb der Stadt befanden sich mehrere dem Schloss zugehörige Wirtschaftshöfe. Der Flügel im Südwesten wurde zum Sitz der jeweiligen württembergischen Obervögte.

### Witwensitz der Barbara Sophia von Brandenburg
Bei der Hochzeit von Herzog Johann Friedrich mit Barbara Sophia von Brandenburg bekam diese 1609 das Brackenheimer Schloss als Witwensitz und die Stadt und das Amt Brackenheim zu ihrer Versorgung zugesichert. Im Jahr 1630, zwei Jahre nach Johann Friedrichs Tod, beanspruchte Barbara Sophie den Witwensitz und ließ ihn in den Folgejahren durch den Baumeister Caspar Kretzmayer aufwändig renovieren, ohne jemals dort noch zu leben. Den vom Hause Württemberg ausgehenden Baumaßnahmen und verschiedenen Bemühungen der Herzoginnenwitwe zur Sicherung der ihr aus dem Amt Brackenheim zustehenden Einkünfte war es jedoch zu verdanken, dass Brackenheim in den Wirren des Dreißigjährigen Krieges vergleichsweise glimpflich davonkam. Barbara Sophia verstarb 1636 in Straßburg. Ab 1640 war das Schloss zeitweise der Sitz der Witwe des Herzogadministrators Julius Friedrich.

### Witwensitz der Maria Dorothea Sophie von Öttingen

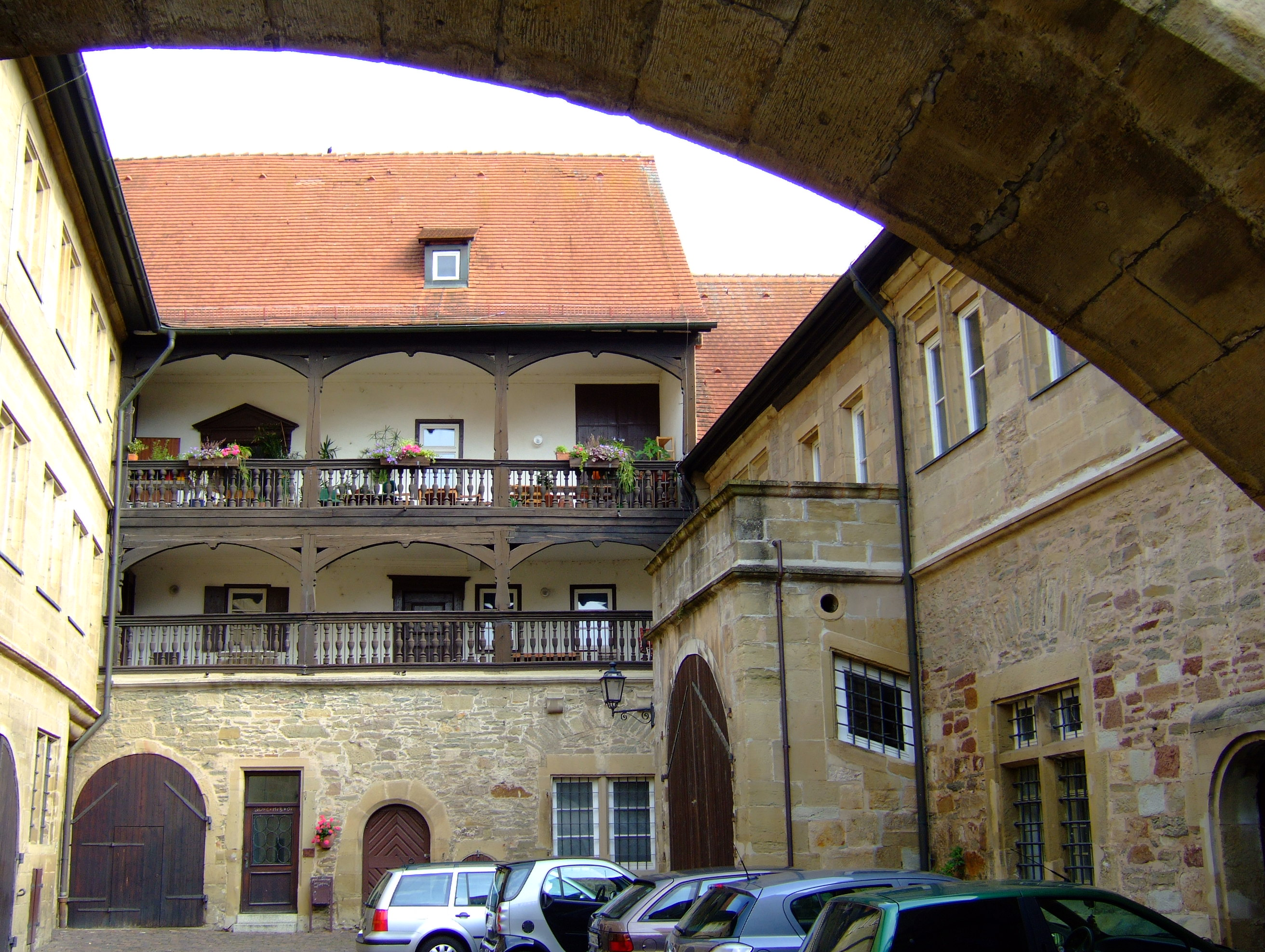
Innenhof von Schloss Brackenheim: links Neues Schloss, rechts Altes Schloss

Bei der Hochzeit von Herzog Eberhard III. mit Maria Dorothea Sophia von Öttingen im Jahr 1656 erhielt die Braut Schloss, Stadt und Amt Brackenheim als Witwensitz zugesichert. 1670 war die Anlage von dem württembergischen Obervogt Friedrich Ludwig von Janowitz bewohnt und wurde durch einen Großbrand stark beschädigt. Nach dem Brand gab es zunächst Überlegungen, die Anlage wegen Geldmangels nur teilweise wiederaufzubauen und dem Obervogt ein anderes Gebäude als Wohnung zuzuweisen. Schließlich entschloss man sich doch für einen sukzessiven Wiederaufbau. Nach dem Tod Eberhards III. im Jahr 1674 wurden die Baumaßnahmen beschleunigt, da die herzöglichen Räte darauf drängten, dass seine Witwe Maria Dorothea Sophia den Witwensitz rasch beziehen könne. Diese steuerte ab 1675 den Wiederaufbau von Kirchheim unter Teck aus und brachte entgegen den ursprünglichen Plänen zum Wiederaufbau des Schlosses in seiner alten Gestalt zahlreiche Sonderwünsche wie den Ausbau des Bandhauses zu einer Kapelle, die Einrichtung einer Apotheke, die Verlegung des Pferdestalls, den Bau von Portalen und Brücken usw. ein, wodurch sie die heutige Gestaltung des Schlosses maßgeblich beeinflusst hat. Die Bauarbeiten am Schloss zogen sich über ein Jahrzehnt hin. Der aufgestockte Ostflügel wurde daraufhin als Neues Schloss bezeichnet, während der gegenüberliegende Flügel die Bezeichnung Altes Schloss erhielt. Maria Dorothea Sophie hat den Bau nie bezogen, da sie nach Ausbruch des Pfälzischen Erbfolgekriegs zunächst in Kirchheim blieb, bevor sie nach Regensburg flüchtete und 1698 in Nürtingen verstarb.

### Witwensitz der Marie Therese de La Contry
Im 18. Jahrhundert wurde das Neue Schloss zur Residenz der jeweiligen Obervögte, während das Alte Schloss von den jeweiligen Kellern und Hausschneidern bewohnt wurde. Nach dem Tode des Herzogadministrators Carl Rudolf im Jahr 1742 kam auf Anraten des Geheimrats Bernhard Bilfinger der Plan auf, anstelle der ursprünglichen testamentarisch geregelten Versorgung von dessen Lebenspartnerin Marie Therese de La Contry mit einem zu erwerbenden Witwensitz drei Zimmer im Brackenheimer Schloss zu deren Unterkunft auszubauen. Es wurden tatsächlich drei Zimmer hergerichtet und verschiedene andere Erneuerungen am Schloss durchgeführt, doch verstarb die Witwe Carl Rudolfs im Jahr 1748, noch bevor sie die Räumlichkeiten bezogen hatte.
In der ersten Hälfte des 18. Jahrhunderts wurde außerdem die dem Schloss benachbarte Schlosskelter errichtet. In der 1731 errichteten Kelter befanden sich ursprünglich drei Kelterbäume. Da die Leistung der Kelter hinter den Erwartungen zurückblieb, reduzierte man die Zahl der Kelterbäume auf zwei und vergrößerte dafür den Lagerraum für Getreide. 1834 wurde der Kelterbetrieb eingestellt, 1852/53 wurde das Gebäude an privat verkauft und kurz darauf zu einem Wohnhaus umgebaut. In einer Mietwohnung im Oberstock des Gebäudes kam 1884 Theodor Heuss zur Welt. Das Gebäude wurde 1950 abgerissen und wich einem Neubau einer Genossenschaftskelter.

### Oberamtssitz
Im Zuge der Veränderung der württembergischen Verwaltungsstruktur entstand in der Mitte des 18. Jahrhunderts das Oberamt Brackenheim, zu dessen Sitz das Schloss wurde und bis zur Auflösung des ab 1934 Kreis Brackenheim genannten Verwaltungsbezirks im Jahr 1938 blieb. Später waren Teile der Stadtverwaltung und ein Polizeiposten im Schloss angesiedelt. Heute beherbergt die Anlage auch ein Theater. Seit September 2019 finden Bauarbeiten statt. Unter anderem werden 38 Hotelzimmer im Schloss entstehen. Die Stadt Brackenheim und Wolfgang Scheidtweiler teilen sich die Baukosten.